# 蘭斯系列
蘭斯是日本電子遊戲公司AliceSoft於1989年以来陆续發行的成人遊戲系列，各代遊戲類型各異，主要包括角色扮演和戰略遊戲兩種類型。故事是記述以「全世界的美女全都是本大爺的」為信條的鬼畜戰士蘭斯與他的奴隸魔法師希露一同展開的冒險歷程。

## 作品一覽
| 1989 | Rance -尋找小光-                           |
| 1990 | Rance II -叛逆的少女們-                    |
| 1991 | Rance III -利薩斯陷落-                     |
| 1992 |                                            |
| 1993 | Rance IV -教團的遺產-                      |
| 1994 |                                            |
| 1995 | 蘭斯4.1 〜拯救藥廠吧!〜 蘭斯4.2 〜天使組～ |
| 1996 | 鬼畜王蘭斯                                 |
| 1997 |                                            |
| 1998 |                                            |
| 1999 |                                            |
| 2000 |                                            |
| 2001 |                                            |
| 2002 | 蘭斯5D -孤獨的少女-                        |
| 2003 |                                            |
| 2004 | Rance VI -賽斯崩壞-                        |
| 2005 |                                            |
| 2006 | 戰國蘭斯                                   |
| 2007 |                                            |
| 2008 |                                            |
| 2009 |                                            |
| 2010 |                                            |
| 2011 | Rance Quest                                |
| 2012 | Rance Quest MAGNUM                         |
| 2013 | 蘭斯01 -尋找小光-                          |
| 2014 | Rance IX -赫爾曼革命-                      |
| 2015 | 蘭斯03 利薩斯陷落                          |
| 2016 |                                            |
| 2017 |                                            |
| 2018 | Rance X -決戰-                             |

### Rance -尋找小光-
《Rance -尋找小光-》是AliceSoft製作的首部遊戲，在1989年8月15日發售於PC-8800、PC-9800、夏普X68000、MSX 2及2+、FM Towns和PC88VA，其Windows 95版本在8年後發佈。

#### 蘭斯01 -尋找小光-
《蘭斯01 -尋找小光-》為2013年9月27日於Windows平台發售的重製版，在保留設定的同時改進了舊作的遊戲系統。本作講述蘭斯接受所屬公會之委託，來到利薩斯王國尋找一位失蹤的貴族少女。

### Rance II -叛逆的少女們-
《Rance II -叛逆的少女們-》在1990年5月15日發售於前作相同的平台。本作講述蘭斯來到自由都市地區的卡斯塔姆，發現城市陷入地下，進而尋找其罪魁禍首，即四位「叛逆的少女們」。

#### Rance02 -叛逆的少女們-
《Rance02 -叛逆的少女們-》為《Rance II -叛逆的少女們-》之圖形重製版，在2009年12月18日發售於Windows平台。作為其他蘭斯系列舊作重製版的首部，本作除圖形重制外並未對劇本等內容有所改動。

### Rance III -利薩斯陷落-
《Rance III -利薩斯陷落-》在1991年11月15日發售於PC-9800系列、夏普X68000和FM Towns，亦發佈了Windows平台的版本。本作講述蘭斯受加奈美求助，一路殺向被北邊的赫爾曼帝國侵略的利薩斯王國首都，並意外發現了奇襲的真相。

#### 蘭斯03  利薩斯陷落
《蘭斯03 利薩斯陷落》為《Rance III -利薩斯陷落-》之重製版，在2015年8月28日發售於Windows平台，更新了圖形，同時也變動了劇本使其適應正史。作為最先進的舊作重製版，本作罕見地具備全語音。

### Rance IV -教團的遺產-
《Rance IV -教團的遺產-》在1993年12月11日發售於PC-9800系列和FM Towns上。本作直接延續前作劇情：蘭斯被光之神傳送至鬥神都市後打算逃出此地，粉碎了準備復活「教團的遺產」——鬥神的赫爾曼人之陰謀。

#### 蘭斯4.1 ～拯救藥廠吧！～
《蘭斯4.1 ～拯救藥廠吧！～》發售於1995年12月1日。蘭斯受製作「世色癌」的幸福制藥（ハピネス製薬）社長委託，退治工廠周圍出沒的魔物。

#### 蘭斯4.2 ～天使組～
《蘭斯4.2 ～天使組～》發售於1995年12月8日，接續上一部的劇情：實際上其原因為，幸福制藥第一研究室室長約瑟夫（ジョセフ）從「天使組」綁架了名叫溫蒂娜（ウェンリーナー）的聖女孩怪物，而天使組正前來將之奪回。

### 鬼畜王蘭斯
《鬼畜王蘭斯》為該系列的外傳性質作品，於1996年12月19日發售，劇情上與《蘭斯5D》及其之後的作品互為平行世界。彼時AliceSoft業績不佳，將要倒閉，於是製作組將全部關於蘭斯系列的注意都置於本作，作為系列終曲。然而本作成為了史上銷量最佳的成人遊戲，使AliceSoft得以繼續產出作品。同時本作也是AliceSoft的首款Windows平台作品，此後所有系列作品都針對於該平台。

### 蘭斯5D -孤獨的少女-
《蘭斯5D -孤獨的少女-》在2002年10月25日發售，講述蘭斯在穿越大陸時意外墜入異空間里的玄武城，並帶著受困其中的少女莉茲娜逃離該地。

### Rance VI -賽斯崩壞-
《Rance VI -賽斯崩壞-》在2004年8月27日發售。本作的舞台位於階級矛盾大規模爆發的魔法大國賽斯，其面臨制度的崩潰以及高層叛徒導致魔人率領魔界大軍壓境的危機。

### 戰國蘭斯
《戰國蘭斯》在2006年12月15日發售，採用了SLG系統。本作的舞台位於大陸東部的島國JAPAN，其原型為日本歷史上的戰國時代。

### Rance Quest
《Rance Quest》發售於2011年8月16日，承接《戰國蘭斯》的劇情：蘭斯回到大陸為希露的詛咒尋解藥。本作主要基於角色的個人故事。

#### Rance Quest MAGNUM
《Rance Quest MAGNUM》發售於2012年2月24日，統合版為2018年9月28日，為本篇之擴展版，增加了剧情（替代本篇结局成为正史）、戰鬥成員及技能。

### Rance IX -赫爾曼革命-
《Rance IX -赫爾曼革命-》在2014年4月25日發售，講述蘭斯受赫爾曼帝國的流亡皇子巴頓委託，加入了對抗赫爾曼帝國現政府的赫爾曼革命軍，殺入首都擊敗了反叛弒君的米涅芭與鬥神M.M。革命勝利後巴頓改赫爾曼為民主制，席拉任總統。

### Rance X -決戰-
《Rance X -決戰-》在2018年2月23日發售於Windows平台，是蘭斯系列的最終作。本作分為兩部，第一部講述蘭斯聯合全人類的戰力對抗魔人內戰結束後魔物界對人類界的大侵攻；第二部講述蘭斯的子女對抗目睹希露之死後心灰意冷、成為魔王的蘭斯。本作擁有史上最龐大的電子遊戲劇本之一。

### 不同演繹
以下作品使用了相同世界觀，但在細部設定上皆與《Rance》系列本篇有所出入：
- 《被擄走的美樹》（さらわれた美樹ちゃん）
- 《Little Prince》：《被擄走的美樹》的重製版
- 《Little Vampire》
- 《揍揍捲捲塔》（なぐりまくりたわあ）/《偽揍揍捲捲塔》（にせなぐりまくりたわあ）：以目前在外流浪的赫爾曼帝國王子巴頓為主角的小遊戲的兩部作品，分別收錄於《愛麗絲之館２》與《愛麗絲之館３》。

- 《乙女戰記》：描述了和《Rance》系列具有一樣時空背景，發生在JAPAN的故事。在《戰國Rance》發行之後，目前已成為平行世界。

- ：與《Rance》系列相同的時代背景，在自由都市地帶的帕蘭裘王國（パランチョ）所發生的故事。

- 《鬥神都市》：與《Rance》系列相同的時代背景，在《Rance Ⅳ》的劇情25年後，在自由都市地帶的鬥神都市發生的故事。此外，提示片收錄了小遊戲《Rance外傳》（ランス外伝）。

- 《GALZOO島》（GALZOOアイランド）：以女魔物為主題的作品，採用部分《Rance》系列的設定，主角也在Rance Quest客串登場。

## 遊戲系統
《RanceⅠ》屬於搭配了角色扮演遊戲性質的文字冒險遊戲。《Ⅱ》則導入了較進階的RPG要素，難易度較前作提升不少。《Ⅲ》與《Ⅳ》則是屬於戰略角色扮演遊戲。《Rance 5D》則搭配了骰子隨機亂數系統的RPG性質冒險遊戲。《VI》屬於傳統的日式RPG。《鬼畜王》與《戰國》為地域制壓型戰略遊戲。

## 主要角色
《蘭斯》系列的每部作品都爲這個系列增添了可觀數量的新角色，使得將歷代作品的出場角色一同登上舞臺的《Rance X - 決戰》共計出現上百經過細緻刻畫的人物。其主要角色如下：
蘭斯（Rance）
《蘭斯》系列標題的同名主人公，也是玩家主要以第一人稱視角扮演的主角。蘭斯是一個具有能夠拯救世界的英雄資質之戰士，然個性異常好色，被按照“鬼畜”的人設刻畫。其主要據點在自由都市地帶的艾斯，缺錢就接受基斯公會的委托。在《Rance Quest》的事件中，他得到大量財富，建造了蘭斯城「CITY」並居住於此處。
希露·普萊恩（シィル・プライン，Sill Plain）
蘭斯在賽斯買下後成爲了專屬奴隸的魔法師，是被强盜施以絕對服從的魔法而擄走的賽斯魔法師家庭之女。雖然絕對服從的魔法已經解除，但本人也樂於待在蘭斯身邊冒險及執行任務，沒有離開的想法，因此經常伴隨在蘭斯身邊。在《戰國蘭斯》結尾中了冰凍詛咒，而該詛咒在《Rance IX》中解除。
雅典娜二號（あてな2号，Athena 2.0）
在《Rance IV》中首次登場，爲魔女芙蘿特拜茵（フロストバイン）製作的人造生命體二號，在戰鬥及性方面都有相當的強度，但思考能力並不高。對蘭斯而言，雅典娜是接近寵物的存在。平常留在蘭斯位於艾斯的宅邸當傭人，有時候會與蘭斯一同出現冒險。
莉亞·帕拉帕拉·利薩斯（リア・パラパラ・リーザス，Lia Parapara Leazas）
利薩斯現任女王，爲了爭奪王位而度過了多次權謀鬥爭，因此性格上具有任性而殘酷的一面，且只信任教育她長大的瑪莉斯‧阿瑪莉莉絲。她對利薩斯王國的治理相當出色。被蘭斯奪走處女之後瘋狂迷戀之，亦因此極度嫉妒以及仇視希露。
見當加奈美（見当 かなみ）
現任利薩斯女王莉亞的直屬女忍者，出身於JAPAN關東地區的風魔忍軍。在年幼的時候到大陸去遊學，但在途中與朋友走散，在利薩斯被莉亞撿到後服侍於她，因此被風魔忍軍視為逃忍（抜け忍）。
莉茲娜·蘭弗畢特（リズナ・ランフビット，Lizna Lanfbitt）
出生於賽斯中流家庭的魔法師。蘭斯最初在《蘭斯5D》裏的玄武城遇到並解救了她，隨後愛上了蘭斯。
科潘冬·多特（コパンドン・ドット，Copandon Dott）
多特商會的會長以及科潘帝國的總帥，出身於自由都市波鲁加路的神社。具有很強的財運與商業才能，之後買下了自由都市的M樂園、波鲁加路，並且建立蘭斯城「CITY」成立科潘帝國。8歲時候使用神簽對自己的運勢進行了禁忌的占卜，得到結果為「兇」，由於不願承認這個結果，將該簽改為了「大吉」，自此迷戀運氣與財富，並大量從事商業活動。在《蘭斯5D》中，她發現蘭斯才是擁有巨大運氣的男人，便試圖獨占蘭斯，希望得到其好運。
烏魯澤·普拉納艾斯（ウルザ・プラナアイス，Urza Pranaice）
現任賽斯四天王之一，以打破賽斯階級制度為目標的抵抗組織「冰炎」的前領導人，是個文武雙全並果斷的女性。在《Rance VI》中首次登場。在賽斯重建之後，由於所建功績巨大，被任命爲了新的四天王之一，負責管理「跳躍之塔」。
庫魯庫·莫普斯（クルックー・モフス，Crook Mofus）
AL教團的女神官，對周遭事物冷靜到有如毫無情感起伏的寡默少女，在世界各地進行除靈與視爲破坏世界平衡之物的回收活動。《Rance Quest MAGNUM》中，她展現了真實身份，爲AL教團四司教之一與前法王德蘭之女，法王候補之一。經過一番與其他法王候補競爭者阻礙陷害之下，得蘭斯幫助順利當上法王，當上法王之後將先前被她所回收之物一一物歸原主。
幸子·森塔斯（サチコ・センターズ，Sachiko Centers）
在《Rance Quest》中被蘭斯從魔物的包圍中解救，後被蘭斯看上加入冒險。冒險途中拾獲名為「洋君」的詛咒之盾，職種成為「守衛」（ガード）。
巴頓·米斯納爾基（パットン·ミスナルジ，Patton Misnarge）
前赫爾曼皇子，原名爲巴頓·赫爾曼（パットン·ヘルマン，Patton Helman），因為母親是妾，加上皇后帕梅拉（パメラ）生了公主希拉（シーラ），使得巴頓的繼承權受到威脅，進而因皇后派的策略與迫害而被迫流亡於國外，也因而失去繼承權，因此改用了母親的姓氏。在擔任皇子期間狂妄無能，領導對利薩斯的侵略被蘭斯擊敗、加上失去帝國繼承權不得不流亡異鄉後痛改前非，開始修行格鬥技而變得穩重自信，之後為提升自己實力而四處流浪進行修行。《Rance IX》中和蘭斯聯手在赫爾曼發動革命，最後成功加冕為皇帝，隨後放棄皇帝位置，宣告赫爾曼帝國滅亡，成立赫爾曼共和國，把權力交給妹妹希拉。此後，他決定和漢蒂雲游四海，確認教團遺產是否對世界還會有影響。

## OVA

### Rance〜砂漠のガーディアン〜
由間ジャパンコミュニケーションズ在1993年12月25日發售。
聲優
-{
- ランス：矢尾一樹
- シイル：岩坪理江
- アニー：松井菜桜子
- ロンメル：里内信夫
- ウィルス：渡辺美佐
- アトラスハニー：塩屋浩三

}-
主題歌
片頭曲「ためいきのスターライトファイヤー」
作詞：朝倉京子　作曲：KIM　編曲：武井浩之　歌：須藤まゆみ
片尾曲「太陽が見ている」
作詞：水野礼子　作曲：伊美夏　編曲：武井浩之　歌：倉橋宇多子
工作人員
- 原作：アリスソフト（「ランス」より）
- 劇本：あかほりさとる
- 角色設計、作畫監督：山田捨吉、猫野乃々美
- 分鏡：秋山健士
- 演出：富井恒
- 美術監督：横瀬直士
- 撮影監督：岡崎英夫
- 音樂：武井浩之
- 音響監督：渡辺淳
- 製作人：菊川幸夫
- 動畫製作人：沢登昌樹、加藤長輝、野村和史
- 動畫製作協力：A.P.P.P.
- 動畫製作：アニメイトフィルム
- 製作:徳間ジャパンコミュニケーションズ

### ランス01 光をもとめて THE ANIMATION
改編自初代重製版的成人動畫。
各話列表
| 話數  | 標題                | 發售日         |
| ----- | ------------------- | -------------- |
| 第1話 | ランス起つ          | 2014年12月26日 |
| 第2話 | 進行!! リーザス中枢 | 2015年6月26日  |
| 第3話 | ランス、断つ!!      | 2016年1月29日  |
| 第4話 | そして、王道へ…     | 2016年6月24日  |
| 特典  | リーザスの闇        | 不適用         |

聲優
| -{ - ランス：由嘉鈍 - シィル・プライン：高橋さや - 堀川奈美：黒井音瑚 - パティ・ザ・サマー：青葉りんご - ミリー・リンクル：藤森ゆき奈 - ウィリス・藤崎：羽瀬らいる - ネカイ・シス：御苑生メイ - マリス・アマリリス：加賀ヒカル - パルプテンクス・フランダース：かわしまりの - 見当かなみ：真中海 - メナド・シセイ：桜川未央 - ユラン・ミラージュ：壱伊なるせ }- | -{ - リア・パラパラ・リーザス：萌花ちょこ - ヒカリ・ミ・ブラン：星咲イリア - ラベンダー：雪村とあ - キース・ゴール：雨戸武治 - ボブザ・フランダース：戸塚和也 - ライハルト：浪速辰 - 窃盗団A：にしかわけんご - 窃盗団B：鎌田かける - アナウンサー：星ノこてつ（NOモーション。） - ニンジャマスター：矢野ともゆき（NOモーション。） - 旁白：勅使河原冬子 }- |

工作人員
- 原作：アリスソフト（「ランス01 光をもとめて」より）
- 企画：ふじけん
- 製作人：吉田松陰、堀江拓
- 監督、作畫監督、角色設計、演出：西川貴史
- 劇本：うだたん
- 分鏡：西川貴史、堤抄子
- 美術設定：西ビー
- 色彩設定：吉澤大輔
- 撮影監督：堀川和人
- 音響監督：郷歩みゆき
- 編輯：新海コウキ
- 美術：NAMU animation
- 撮影：堀川和人、高田誠
- 動畫製作：Seven
- 製作：PinkPineapple

## 漫畫
《戰國Rance》的漫畫版是由鳴瀬ひろふみ作畫，連載於電撃G's Festival!，單行本由ASCII MEDIA WORKS發售。
| 卷數   | 發售日         | ISBN                   |
| ------ | -------------- | ---------------------- |
| 巻ノ一 | 2008年11月27日 | ISBN 978-4-04-867439-3 |
| 巻ノ二 | 2009年12月18日 | ISBN 978-4-04-868298-5 |
| 巻ノ三 | 2011年9月27日  | ISBN 978-4-04-870896-8 |

## 小說
蘭斯
作者是長谷川勝己，出版社是WANI BOOKS（ワニブックス）。
| 卷數 | 標題 | 發售日         | ISBN               |
| ---- | ---- | -------------- | ------------------ |
| 1    |      | 1996年5月10日  | ISBN 4-8470-3185-7 |
| 2    |      | 1997年2月10日  | ISBN 4-8470-3221-7 |
| 3    |      | 1997年12月15日 | ISBN 4-8470-3261-6 |

戰國蘭斯
作者是沖田和彦，插畫是Bすけ，出版社是PARADIGM。
| 卷數   | 標題 | 發售日         | ISBN                   |
| ------ | ---- | -------------- | ---------------------- |
| 一ノ巻 |      | 2007年11月25日 | ISBN 978-4-89490-840-6 |
| 二ノ巻 |      | 2008年3月15日  | ISBN 978-4-89490-864-2 |
| 三ノ巻 |      | 2008年3月15日  | ISBN 978-4-89490-872-7 |
| 四ノ巻 |      | 2008年6月20日  | ISBN 978-4-89490-886-4 |
| 五ノ巻 |      | 2009年1月30日  | ISBN 978-4-89490-894-9 |

## 外部連結
- Rance 01官方網站（页面存档备份，存于）AliceSoft（日語）
- Rance 03官方網站 （页面存档备份，存于）AliceSoft（日語）
- Rance 5D官方網站（页面存档备份，存于）AliceSoft（日語）
- Rance VI官方網站（页面存档备份，存于）AliceSoft（日語）
- Rance Quest官方網站 （页面存档备份，存于）AliceSoft（日語）
- Rance IX官方網站 （页面存档备份，存于）AliceSoft（日語）
- Rance系列網站 （页面存档备份，存于）MangaGamer（英文）
- ランス01 光をもとめて THE ANIMATION （页面存档备份，存于）PinkPineapple（日語）